# Würenlos
Würenlos es una comuna suiza del cantón de Argovia, situada en el distrito de Baden. Limita al oeste y al norte con la comuna de Wettingen, al noreste con Otelfingen (ZH), al este con Hüttikon (ZH), al sureste con Oetwil an der Limmat (ZH), al sur con Spreitenbach y Killwangen, y al suroeste con Neuenhof.

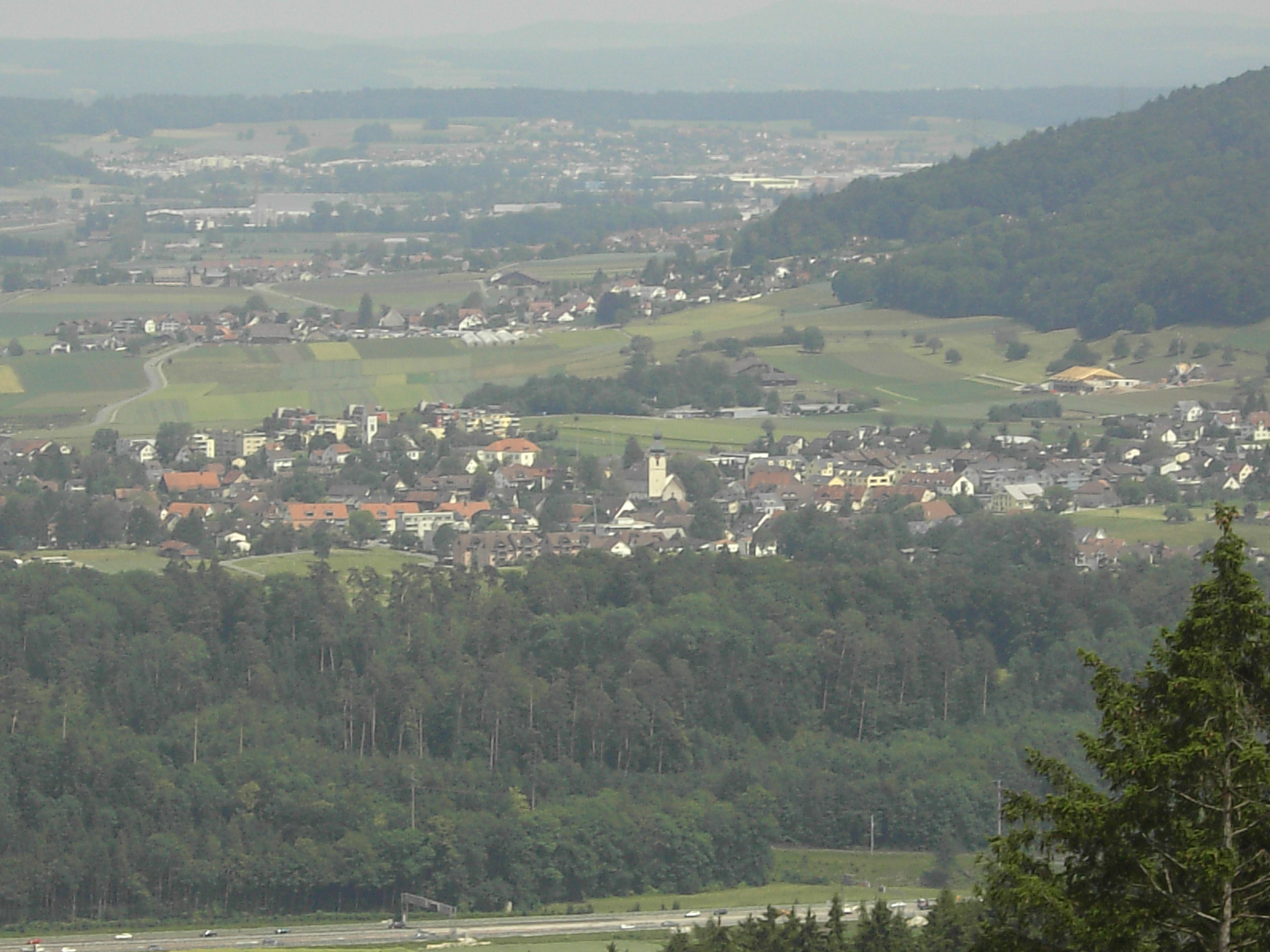
Vista de Würenlos.

## Transportes
Ferrocarril
En la comuna existe una estación ferroviaria en la que efectúan parada trenes de cercanías de una línea perteneciente a la red S-Bahn Zúrich.